# Dolichopeza mongas
Dolichopeza mongas är en tvåvingeart som beskrevs av Alexander 1971. Dolichopeza mongas ingår i släktet Dolichopeza och familjen storharkrankar. Inga underarter finns listade i Catalogue of Life.